# І повториться все...
«І повториться все...» (рос. «И повторится всё...») — український радянський художній фільм режисера Ярослава Лупія, знятий на  Одеській кіностудії 1984 року.

## Сюжет
Студенти-першокурсники педінституту беруть перші уроки майбутньої професії. Разом зі старшокласниками, герої виїжджають в колгосп на збирання врожаю і поки не підозрюють про ті труднощі, які підуть за низкою дрібних невдач.

## У ролях
- Ольга Кабо - Галя (озвучила М. Дюжева)
- Ігор Шептицький - Юра
- Тетяна Абаніна - Оксана
- Олег Бєльдюгін - Володя
- Сергій Бурлаков - Коля
- Саша Варакін - Слава
- Сергій Дробязко - Наречений
- Дмитро Івановський - Саша
- Тетяна Колотілова - Ніна
- Ігор Коршунов - Ігор
- Тетяна Тарасова - Олена
- Оксана Глазунова
- Вікторія Дубчак
- Олег Кондратьєв
- Марина Малюха
- Інна Нєдорєз
- Валентина Росол
- Алевтина Рум'янцева
- Світлана Силкіна
- Володимир Скрипник
- Сергій Чапський
- Андрій Горецький - Мітька
- Ірина Калиновська - Клара
- Гелена Івлієва - інспектор райвно
- Валерій Доронін
- Валерій Кудряшов - комендант
- Михайло Горносталь
- Петро Шидивар
- Володимир Міняйло
- Борис Молодан
- Франческа Перепльотчикова - епізод
- Алевтина Румянцева - епізод

## Знімальна група
- Сценарист: Ганна Оганесян-Слуцкі
- Режисер-постановник: Ярослав Лупій
- Оператор-постановник: Володимир Дмитрієвський
- Художник-постановник: Михайло Безчастнов
- Композитор: Віктор Власов
- Вірші Ольги Михайлової
- Звукооператор: Анатолій Подлєсний
- Режисери: Н. Моргунова, Н. Халімошкіна
- Оператори: А. Мосієнко, Олександр Чубаров
- Костюми: І. Родіонової
- Грим: Павло Орленко
- Монтаж: Тамара Прокопенко
- Комбіновані зйомки: оператор — А. Сидоров, художник — Н. Нікітенко
- Асистенти:
  - режисера: В. Семанів, В. Степовська
  - оператора: К. Кудрявцев, Віталій Соколов-Александров
  - художника: Наталя Квашина
- Художник-фотограф: Є. Степанюк
- Редактор: Наталя Рисюкова
- Музичний редактор: Олена Витухіна
- Інструментальний ансамбль «Zodiaks», художній керівник — Олександр Грива
- Директор картини: Г. Ташчан